# さだ丼 〜新自分風土記III〜
『さだ丼 〜新自分風土記III〜』（さだどん しんじぶんふどき3）は、さだまさしの38枚目のベスト・アルバム。2021年4月21日にColourful Records/フリーフライトレコードよりリリースされた。

## 概要
アルバムとしては11か月ぶり、ベスト・セルフカバー・アルバムとしては『新自分風土記I〜望郷篇〜』『新自分風土記II〜まほろば篇〜』以来1年11か月ぶりとなるアルバム。
前作に引き続き「今の年齢で歌い直す」をテーマとし、テレビ番組や映画の主題歌・挿入歌などから選ばれた
アルバムのダイジェスト・ムービーは料理研究家の浜田陽子が出演。
アルバム発表後に行われた、さだまさしコンサートツアー「さだ丼 〜新自分風土記III〜」では自身としては初めて事前に公演での楽曲を発表、アルバムの収録順に公演を行った（オープニングの「北の国から」から「奇跡 2021」までを本編、「いのちの理由」をアンコールとした）。

## チャート成績
2021年5月3日付のオリコン週間アルバムランキングでは初動1万1千枚を売り上げ、週間6位にランクインした。これにより「アルバムTOP10入り獲得作品数」が通算33作となり、男性ソロアーティスト歴代4位タイから単独4位となった。

## 収録曲
| #   | タイトル                           | 作詞       | 作曲       | 編曲     | 備考                                          |
| --- | ---------------------------------- | ---------- | ---------- | -------- | --------------------------------------------- |
| 1.  | 「北の国から〜遥かなる大地より〜」 |            | さだまさし | 渡辺俊幸 |                                               |
| 2.  | 「案山子」                         | さだまさし | さだまさし | 渡辺俊幸 |                                               |
| 3.  | 「道化師のソネット」               | さだまさし | さだまさし | 渡辺俊幸 |                                               |
| 4.  | 「無縁坂」                         | さだまさし | さだまさし | 渡辺俊幸 | オリジナル編曲:さだまさし                     |
| 5.  | 「桃花源」                         | さだまさし | 劉家昌     | 渡辺俊幸 |                                               |
| 6.  | 「天までとどけ」                   | さだまさし | さだまさし | 渡辺俊幸 |                                               |
| 7.  | 「にゃんぱく宣言」                 | さだまさし | さだまさし |          |                                               |
| 8.  | 「関白宣言」                       | さだまさし | さだまさし | 渡辺俊幸 | オリジナル編曲:さだまさし 福田郁次郎 藤田大土 |
| 9.  | 「あなたが好きです」               | さだまさし | さだまさし | 渡辺俊幸 |                                               |
| 10. | 「聖夜」                           | さだまさし | さだまさし | 渡辺俊幸 | オリジナル編曲:山本直純                       |
| 11. | 「しあわせについて」               | さだまさし | さだまさし | 渡辺俊幸 |                                               |
| 12. | 「SMILE AGAIN」                    | さだまさし | さだまさし | 渡辺俊幸 |                                               |
| 13. | 「奇跡 2021」                      | さだまさし | さだまさし | 渡辺俊幸 |                                               |
| 14. | 「いのちの理由」                   | さだまさし | さだまさし | 渡辺俊幸 |                                               |

## 楽曲解説
特記以外作詞・作曲：さだまさし、編曲：渡辺俊幸
北の国から〜遥かなる大地より〜
フジテレビ系「北の国から」テーマ曲（1982年）
案山子
フジテレビ系「故郷〜娘の旅立ち〜」主題歌（1977年）
道化師のソネット
映画「翔べイカロスの翼」主題歌（1980年）
無縁坂
日本テレビ系「ひまわりの詩」主題歌（1975年）
桃花源
TBS系「せい子宙太郎」主題歌（1977年）
作曲：劉家昌
天までとどけ
フジテレビ系「時よ燃えて!」主題歌（1979年）
にゃんぱく宣言
AC JAPAN CMソング（2019年）
「ちょこっとおまけトラック」として収録
関白宣言
映画「関白宣言」主題歌（1979年）
あなたが好きです
映画「ふしぎな國、日本」主題歌（1983年）
聖夜
映画「二百三高地」挿入歌（1980年）
しあわせについて
映画「ひめゆりの塔」主題歌。ダスキンCMソング（1982年）
SMILE AGAIN
普賢岳被災地チャリティーソング（1992年）
第42回NHK紅白歌合戦発表曲
奇跡 2021
TOYOTAニューカローラCMソング。SOMPOケアCMソング（1991年/2020年）
17thアルバム『家族の肖像』収録曲アレンジ
第71回NHK紅白歌合戦演奏曲
いのちの理由
浄土宗宗祖法然上人800年大遠忌記念曲（2009年）